# Chaunax latipunctatus
Chaunax latipunctatus är en fiskart som beskrevs av Le Danois, 1984. Chaunax latipunctatus ingår i släktet Chaunax och familjen Chaunacidae. Inga underarter finns listade i Catalogue of Life.